# Stijve klaverzuring
Stijve klaverzuring (Oxalis stricta, synoniemen: Oxalis fontana en Oxalis europaea) is een vaste plant uit de klaverzuringfamilie (Oxalidaceae). De plant komt oorspronkelijk uit Noord-Amerika. De soort staat op de Nederlandse Rode lijst van planten als algemeen voorkomend en stabiel of toegenomen. Het aantal chromosomen is 2n = 24.
De stijve klaverzuring heeft ondergrondse uitlopers (rizomen) en opgaande stengels. De plant wordt 10-30 cm hoog en bloeit van juni tot oktober met gele, vijftallige, circa 1 cm grote bloemen. De bloeiwijze is een gevorkt bijscherm met twee tot vijf bloemen.
De bladeren vertonen onder droge en koude omstandigheden en 's nachts een slaaphouding (de drie blaadjes van het samengestelde blad kunnen naar beneden hangen en kunnen zich om hun middennerf samenvouwen zoals op de bovenste foto te zien is). De bladeren bevatten veel oxaalzuur, waarmee de plant zich tegen vraat beschermt.
De vrucht is een vijfhoekige, ongeveer 20 mm lange doosvrucht en bevat 1-1,5 mm grote, bruine of roodachtigbruine, geribbelde zaden.

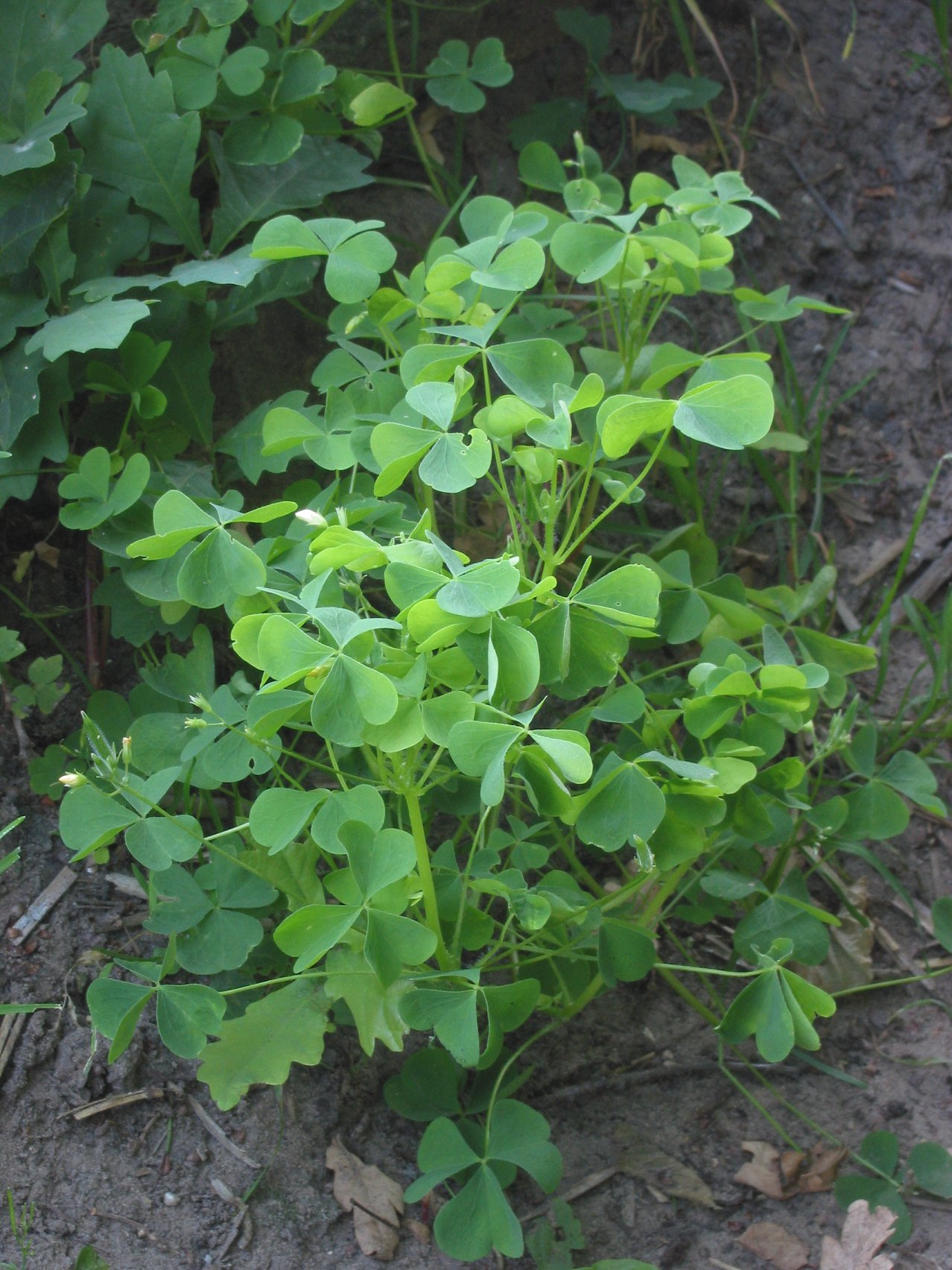
Plant
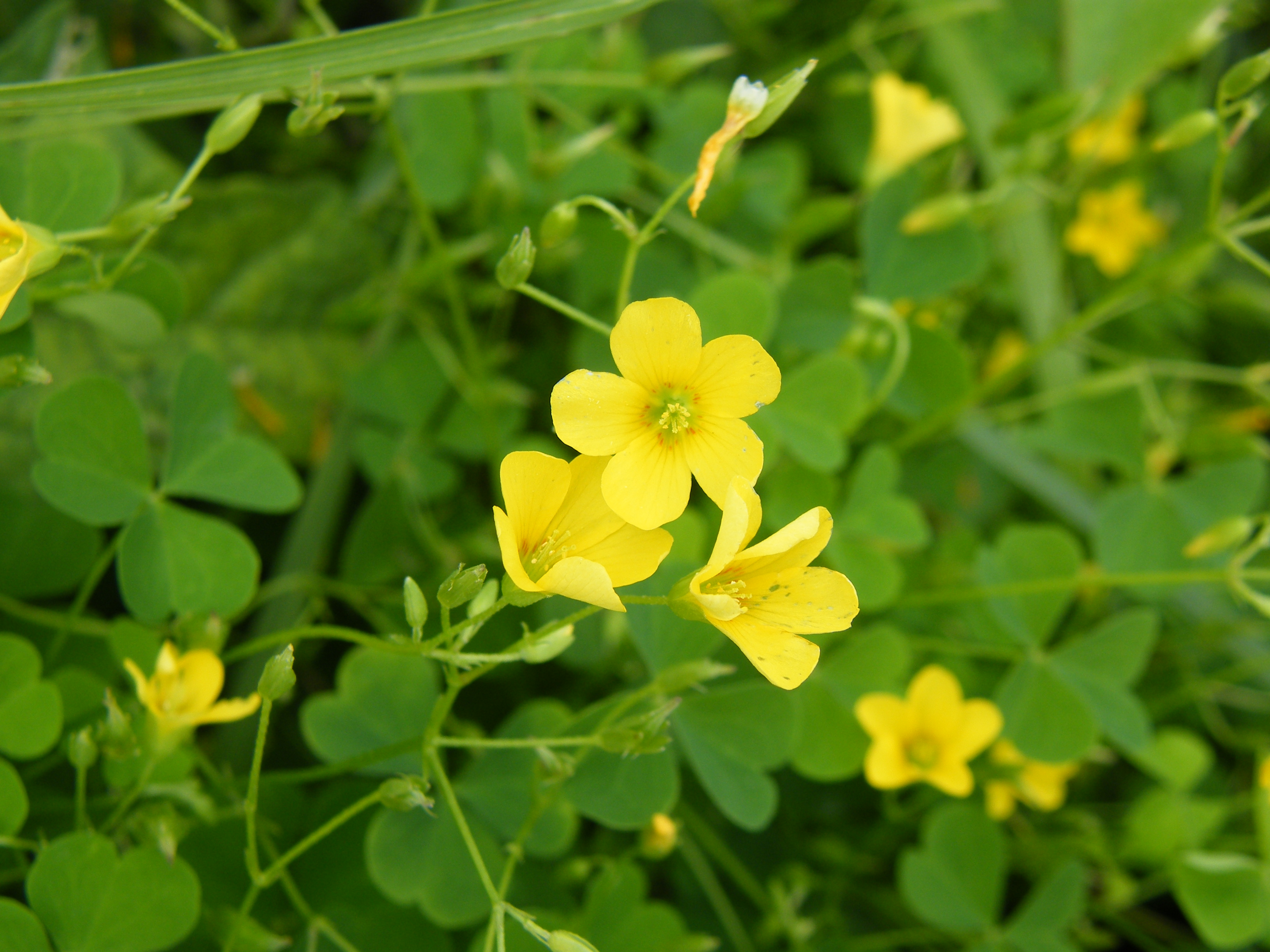
Bloemen
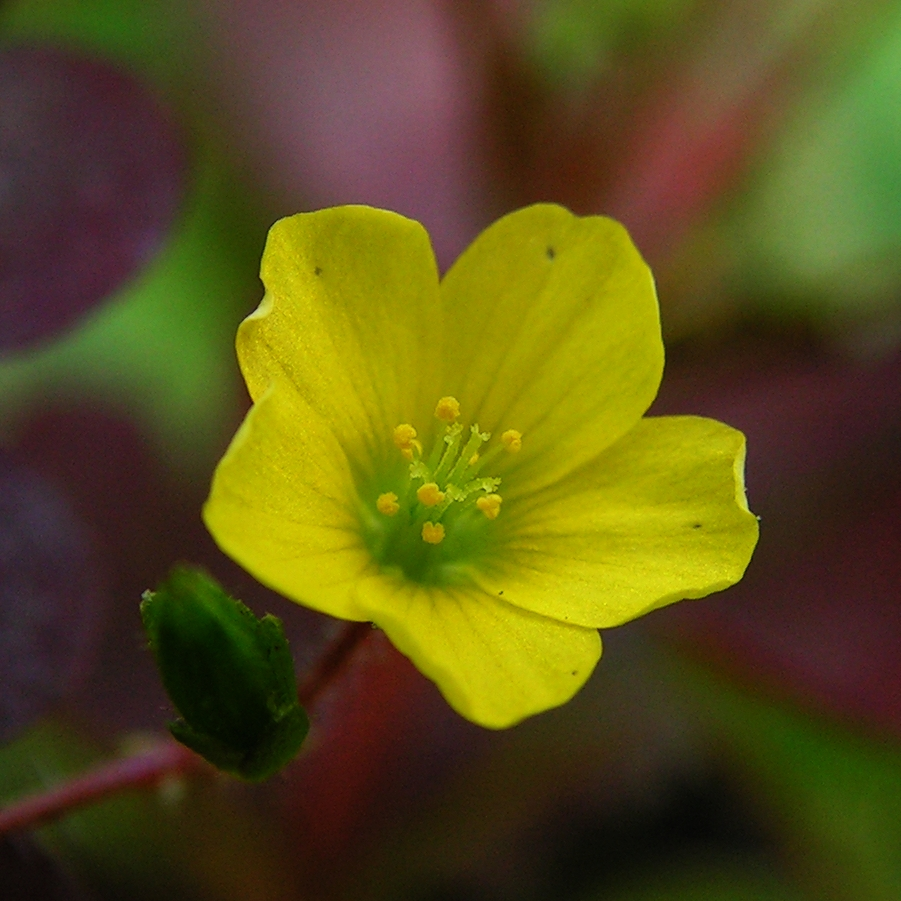
Bloem
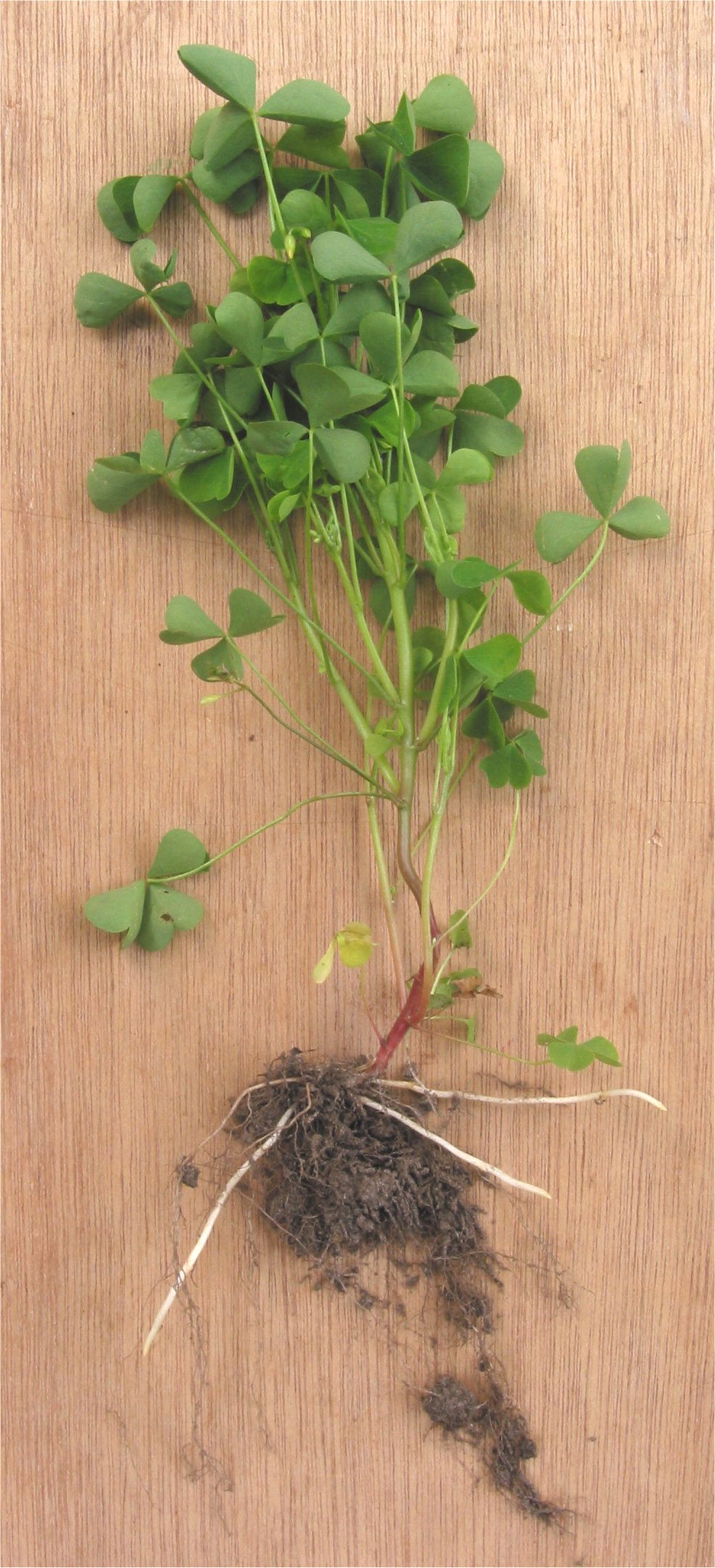
wortelstokken
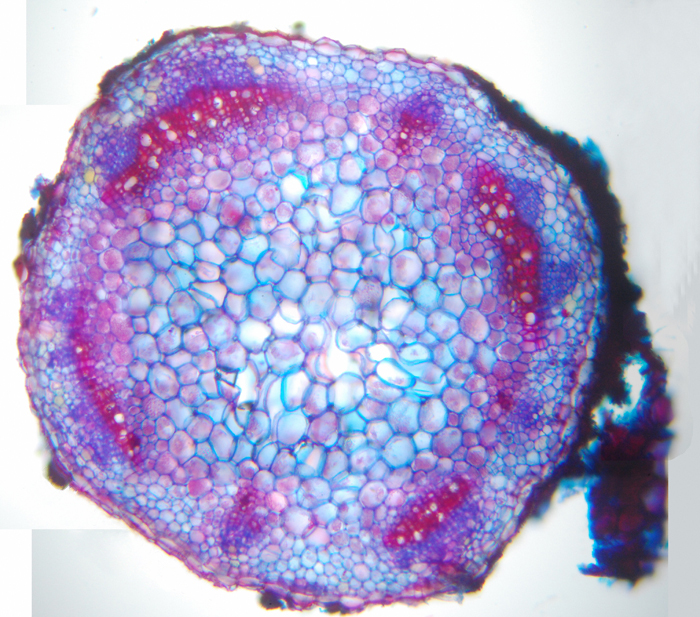
Doorsnede wortel
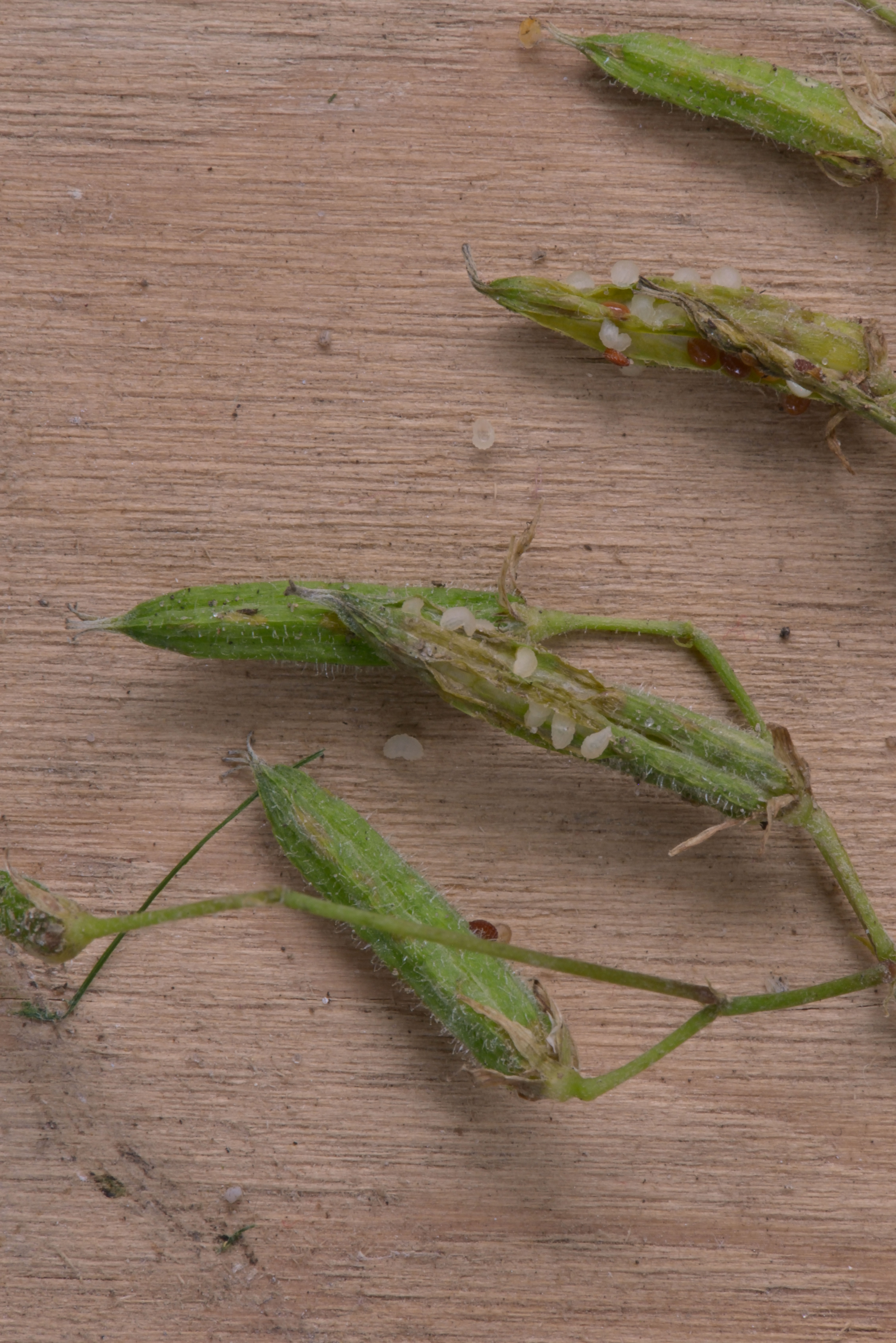
Vruchten
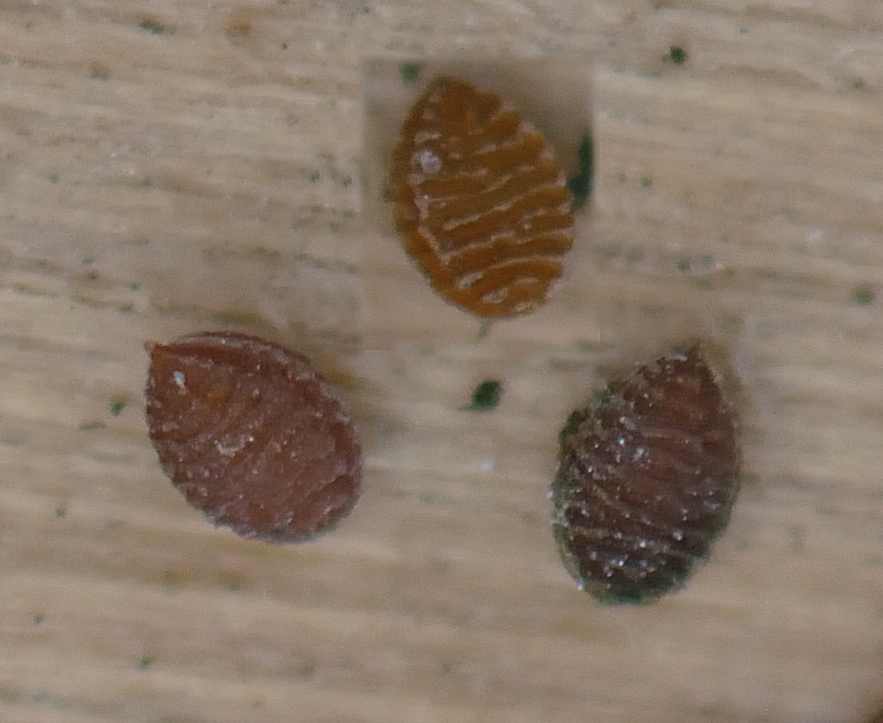
Zaden
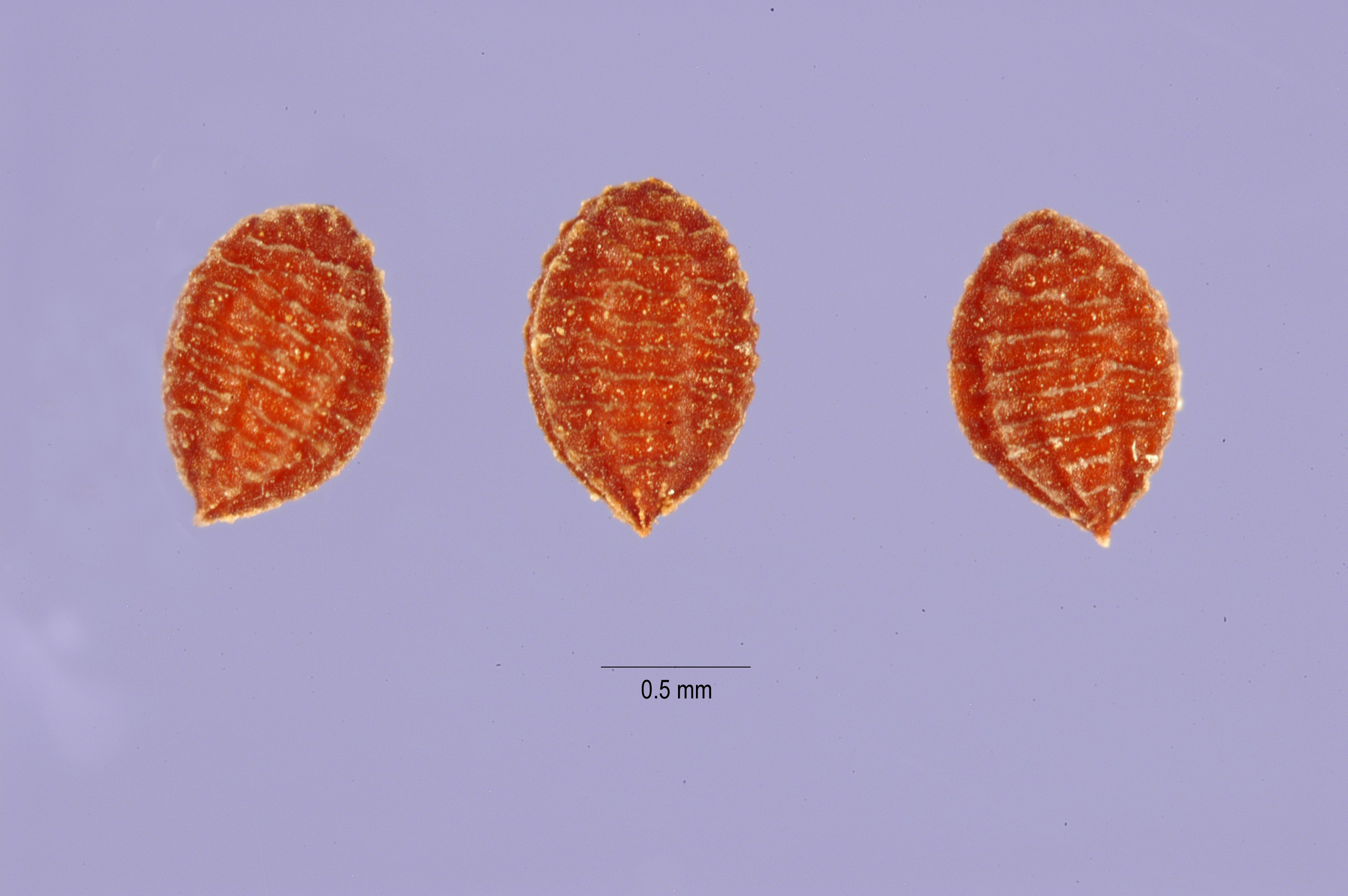
Zaden

De plant wordt beschouwd als onkruid als deze voorkomt op voedselrijke grond op akkerland en moestuinen. Ook komt de plant voor onder heggen, langs bospaden en aan waterkanten.